# 星雲獎 (日本)
星雲獎（日语：／ Seiun shō）是日本科幻界的獎項活動，面向科幻作品评奖。该奖项创立于1970年，每年舉辦一次，由日本科幻大會的參加者投票，給予於上一年度完結之作品。類型包括小說、電視或電影動畫、漫畫、藝術等相關獎項。
星雲獎的評選方式是仿自世界科幻年會的雨果獎。其名称来自于日本最早的科幻杂志《星云》（1954年创刊），以及美国的星云奖。

## 主要获奖作品

### 日本部門
| 届数   | 年度   | 日本長篇作品名                                   | 作者              | 日本短篇作品名                                            | 作者              |
| ------ | ------ | ------------------------------------------------ | ----------------- | --------------------------------------------------------- | ----------------- |
| 第1回  | 1970年 | 《灵长类向南》（霊長類南へ）                     | 筒井康隆          | 《フル・ネルソン》                                        | 筒井康隆          |
| 第2回  | 1971年 | 《継ぐのは誰か？》                               | 小松左京          | 《维生素》（ビタミン）                                    | 筒井康隆          |
| 第3回  | 1972年 | 《石之血脈》                                     | 半村良            | 《白壁の文字は夕日に映える》                              | 荒卷義雄          |
| 第4回  | 1973年 | 《鏡之国的爱丽丝》（鏡の国のアリス）             | 广濑正            | 《結晶星团》                                              | 小松左京          |
| 第5回  | 1974年 | 《日本沉没》                                     | 小松左京          | 《日本以外全部沉没》                                      | 筒井康隆          |
| 第6回  | 1975年 | 《おれの血は他人の血》                           | 筒井康隆          | 《神狩》                                                  | 山田正紀          |
| 第7回  | 1976年 | 《七瀬ふたたび》                                 | 筒井康隆          | 《ヴォミーサ》                                            | 小松左京          |
| 第8回  | 1977年 | 《骰子特攻队》（サイコロ特攻隊）                 | かんべむさし      | 《メタモルフォセス群島》                                  | 筒井康隆          |
| 第9回  | 1978年 | 《地球・精神分析記録》                           | 山田正紀          | 《ゴルディアスの結び目》                                  | 小松左京          |
| 第10回 | 1979年 | 《消滅的光輪》                                   | 眉村卓            | 《地球はプレイン・ヨーグルト》                            | 梶尾真治          |
| 第11回 | 1980年 | 《宝石窃贼》                                     | 山田正紀          | 《ダーティペアの大冒険》                                  | 高千穂遙          |
| 第12回 | 1981年 | 《火星人先史》                                   | 川又千秋          | 《綠色安魂曲》                                            | 新井素子          |
| 第13回 | 1982年 | 《吉里吉里人》                                   | 井上ひさし        | 《ネプチューン》                                          | 新井素子          |
| 第14回 | 1983年 | 《再见了，木星》（さよならジュピター）           | 小松左京          | 《御言师》                                                | 神林長平          |
| 第15回 | 1984年 | 《敵は海賊・海賊版》                             | 神林長平          | 《スーパー・フェニックス》                                | 神林長平          |
| 第16回 | 1985年 | 《战斗妖精雪风》                                 | 神林長平          | 從缺                                                      | －                |
| 第17回 | 1986年 | 《ダーティペアの大逆転》                         | 高千穂遙          | 《柠檬派大宅 横町零番地》（レモンパイお屋敷横町ゼロ番地） | 野田昌宏          |
| 第18回 | 1987年 | 《プリズム》                                     | 神林長平          | 《火星軌道一九》（ハヤカワ文庫JA―航空宇宙軍史 272）       | 谷甲州            |
| 第19回 | 1988年 | 《銀河英雄传说》                                 | 田中芳樹          | 《山の上の交響曲》                                        | 中井紀夫          |
| 第20回 | 1989年 | 《バビロニア・ウェーブ》                         | 堀晃              | 《くらげの日》                                            | 草上仁            |
| 第21回 | 1990年 | 《吞食上弦月的獅子》（上弦の月を喰べる獅子）     | 夢枕獏            | 《アクアプラネット》                                      | 大原まり子        |
| 第22回 | 1991年 | 《ハイブリッド・チャイルド》                     | 大原まり子        | 《上段の突きを食らう猪獅子》                              | 夢枕獏            |
| 第23回 | 1992年 | 《メルサスの少年》                               | 菅浩江            | 《恐竜ラウレンティスの幻視》                              | 梶尾真治          |
| 第24回 | 1993年 | 《ヴィーナス・シティ》                           | 柾悟郎            | 《长雀斑的手办》（そばかすのフィギュア）                  | 菅浩江            |
| 第25回 | 1994年 | 《航空宇宙軍史ǀ終わりなき索敵》                  | 谷甲州            | 《くるぐる使い》                                          | 大槻賢二          |
| 第26回 | 1995年 | 《机神兵团》                                     | 山田正紀          | 《のの子の復讐ジグジグ》                                  | 大槻賢二          |
| 第27回 | 1996年 | 《退潮之时》（引き潮のとき）                     | 眉村卓            | 《ひと夏の経験値》                                        | 火浦功            |
| 第28回 | 1997年 | 《星界的紋章》                                   | 森岡浩之          | 《减肥方程式》（ダイエットの方程式）                      | 草上仁            |
| 第29回 | 1998年 | 《敵人是海賊・A級敵人》                          | 神林長平          | 《インディペンデンス イン オオサカ》                      | 大原まり子        |
| 第30回 | 1999年 | 《彗星狩り》                                     | 笹本祐一          | 《夜明けのテロリスト》                                    | 森岡浩之          |
| 第31回 | 2000年 | 《GOOD LUCK，战斗妖精雪风》                      | 神林長平          | 《太阳的篡夺者》                                          | 野尻抱介          |
| 第32回 | 2001年 | 《永遠の森 博物館惑星》                          | 菅浩江            | 《あしびきデイドリーム》                                  | 梶尾真治          |
| 第33回 | 2002年 | 《ふわふわの泉》                                 | 野尻抱介          | 《銀河帝国の弘法も筆の誤り》                              | 田中啓文          |
| 第34回 | 2003年 | 《太陽的篡夺者》                                 | 野尻抱介          | 《おれはミサイル》                                        | 秋山瑞人          |
| 第35回 | 2004年 | 《第六大陸》                                     | 小川一水          | 《黄泉人知らず》                                          | 梶尾真治          |
| 第36回 | 2005年 | 《ARIEL》                                        | 笹本祐一          | 《具象之力》（象られた力）                                | 飛浩隆            |
| 第37回 | 2006年 | 《夏·时间·旅行者》（サマー／タイム／トラベラー） | 新城十馬          | 《漂った男》                                              | 小川一水          |
| 第38回 | 2007年 | 《日本沉没・第二部》                             | 小松左京・谷甲州  | 《大風呂敷と蜘蛛の糸》                                    | 野尻抱介          |
| 第39回 | 2008年 | 《图书馆战争系列》                               | 有川浩            | 《沈黙のフライバイ》                                      | 野尻抱介          |
| 第40回 | 2009年 | 《和諧》                                         | 伊藤计划          | 《南极点的PIAPIA动画》                                    | 野尻抱介          |
| 第41回 | 2010年 | 《豹头王传说》                                   | 栗本薰・加藤直之  | 《自生之梦》                                              | 飛浩隆            |
| 第42回 | 2011年 | 《去年はいい年になるだろう》                     | 山本弘            | 《アリスマ王の爱した魔物》                                | 小川一水          |
| 第43回 | 2012年 | 《天獄與地國》                                   | 小林泰三          | 《歌う潜水艦とピアピア動画》                              | 野尻抱介          |
| 第44回 | 2013年 | 《屍者的帝國》                                   | 伊藤計劃、圓城塔  | 《いま集合的無意識を、》                                  | 神林長平          |
| 第45回 | 2014年 | 《コロロギ岳から木星トロヤへ》                   | 小川一水          | 《星を創る者たち》                                        | 谷甲州            |
| 第46回 | 2015年 | 《オービタル・クラウド》                         | 藤井太洋          | 《海之指星》                                              | 飛浩隆            |
| 第47回 | 2016年 | 《怨讐星域》                                     | 梶尾真治          | 《多々良島ふたたび》/《怪獣ルクスビグラの足型を取った男》 | 山本弘/田中啓文   |
| 第48回 | 2017年 | 《ウルトラマンF》                                | 小林泰三          | 《最後にして最初のアイドル》                              | 草野原原          |
| 第49回 | 2018年 | 《あとは野となれ大和撫子》                       | 宮内悠介          | 《雲南省スー族におけるVR技術の使用例》                    | 柴田勝家          |
| 第50回 | 2019年 | 《零號琴》                                       | 飛浩隆            | 《暗黒声優》                                              | 草野原々          |
| 第51回 | 2020年 | 《天冥の標》                                     | 小川一水          | 《不見の月》                                              | 菅浩江            |
| 第52回 | 2021年 | 《星系出雲の兵站》                               | 林譲治            | 《アメリカン・ブッダ》 《オービタル・クリスマス》         | 柴田勝家 池澤春菜 |
| 第53回 | 2022年 | 《月與萊卡與吸血公主》 《マン・カインド》        | 牧野圭祐 藤井太洋 | 《ＳＦ作家の倒し方》                                      | 小川哲            |
| 第54回 | 2023年 | 《プロトコル・オブ・ヒューマニティ》             | 長谷敏司          | 《法治の獣》                                              | 春暮康一          |
| 第55回 | 2024年 | 《グラーフ・ツェッペリンあの夏の飛行船》         | 高野史緒          | 《わたしたちの怪獣》                                      | 久永実木彦        |

### 海外部门
| 賞回数 | 年度   | 海外長編作品名                     | 作者                              | 海外短編作品名                                                 | 作者                            |
| ------ | ------ | ---------------------------------- | --------------------------------- | -------------------------------------------------------------- | ------------------------------- |
| 第1回  | 1970年 | 《結晶世界》                       | J·G·巴拉德                        | 《The Squirrel Cage》                                          | 托馬斯·M·迪斯科                 |
| 第2回  | 1971年 | 《致命病種》                       | 迈克尔·克莱顿                     | 《詩》                                                         | 雷·布萊伯利                     |
| 第3回  | 1972年 | 《夜之翼》                         | 羅伯特·西爾柏格                   | 《The Blue Bottle》                                            | 雷·布萊伯利                     |
| 第4回  | 1973年 | 《塞紝妖女》                       | 库尔特·冯内古特                   | 《The Black Ferris》                                           | 雷·布萊伯利                     |
| 第5回  | 1974年 | 《沙丘》                           | 弗兰克·赫伯特                     | 《A Meeting with Medusa》                                      | 亞瑟·查理斯·克拉克              |
| 第6回  | 1975年 | 《Up the Line》                    | 羅伯特·西爾柏格                   | 《愚者樂園》                                                   | R·A·拉弗蒂                      |
| 第7回  | 1976年 | 《...And Call Me Conrad》          | 羅傑·澤拉茲尼                     | 《Vomisa》                                                     | A·B·錢德勒                      |
| 第8回  | 1977年 | 《The Dragon Masters》             | 杰克·万斯                         | 《審問》                                                       | 史坦尼斯勞·萊姆                 |
| 第9回  | 1978年 | 《I Will Fear No Evil》            | 羅伯特·海萊因                     | 從缺                                                           | －                              |
| 第10回 | 1979年 | 《環形世界》                       | 拉瑞·尼文                         | 《無常之月》                                                   | 拉瑞·尼文                       |
| 第11回 | 1980年 | 《與拉瑪相會》                     | 亚瑟·查理斯·克拉克                | 從缺                                                           | －                              |
| 第12回 | 1981年 | 《星辰的繼承者》                   | 詹姆斯·霍根                       | 《帝国遺産》                                                   | 拉瑞·尼文                       |
| 第13回 | 1982年 | 《創世記機械》                     | 詹姆斯·霍根                       | 《The Brave Little Toaster》                                   | 托马斯·M·迪斯科                 |
| 第14回 | 1983年 | 《龍之卵》                         | Robert L. Forward                 | 《Nightflyers》                                                | 喬治·R·R·馬丁                   |
| 第15回 | 1984年 | 《The Garments of Caean》          | 巴林頓·J·貝利                     | 《Unicorn Variation》                                          | 羅傑·澤拉茲尼                   |
| 第16回 | 1985年 | 《The Zen Gun》                    | 巴林頓·J·貝利                     | 從缺                                                           | －                              |
| 第17回 | 1986年 | 《艾爾瑞克傳奇》                   | 麥克·摩考克                       | 從缺                                                           | －                              |
| 第18回 | 1987年 | 《神经漫游者》                     | 威廉·吉布森                       | 《PRESS ENTER》                                                | 約翰·瓦利                       |
| 第19回 | 1988年 | 《Norstrilia》                     | 寇德懷納·史密斯                   | 《The Only Neat Thing To Do》                                  | 小詹姆斯·提普奇                 |
| 第20回 | 1989年 | 《降伏儀式》                       | 拉瑞·尼文&傑里·普爾奈里           | 《汉谟拉比法典》                                               | 奥森·斯科特·卡德                |
| 第21回 | 1990年 | 《時間衝突》                       | 巴林頓·J·貝利                     | 《Think Blue, Count Two》                                      | 寇德懷納·史密斯                 |
| 第22回 | 1991年 | 《知性化戦争》                     | 大衛·布林                         | 《Schrödinger's Kitten》                                       | 喬治·亞歷克·埃芬格              |
| 第23回 | 1992年 | 《The McAndrew Chronicles》        | 查爾斯·雪菲爾                     | 《Groaning Hinges of the World》                               | 約翰·瓦利                       |
| 第24回 | 1993年 | 《Tau Zero》                       | 波尔·安德森                       | 《Groaning Hinges of the World》                               | R·A·拉弗蒂                      |
| 第25回 | 1994年 | 《内なる宇宙》                     | 詹姆斯·霍根                       | 《Tangents》                                                   | 葛瑞格·貝爾                     |
| 第26回 | 1995年 | 《海伯利安》                       | 丹·西蒙斯                         | 《The Planet Named Shayol》                                    | 寇德懷納·史密斯                 |
| 第27回 | 1996年 | 《時間的無限大》                   | 史蒂芬·巴克斯特（Stephen Baxter） | 《未来探測》                                                   | 艾萨克·阿西莫夫                 |
| 第28回 | 1997年 | 《End of an Era》                  | 罗伯特·J·索耶                     | 《凍月》                                                       | 葛瑞格·貝爾                     |
| 第29回 | 1998年 | 《天使墜落》                       | 拉瑞·尼文&傑里·普爾奈里           | 《The Death of Captain Future》                                | 阿倫·斯蒂爾                     |
| 第30回 | 1999年 | 《The Time Ships》                 | 史蒂芬·巴克斯特                   | 《最後班級照片》                                               | 丹·西蒙斯                       |
| 第30回 | 1999年 | 《Red Mars》                       | 金·史丹利·羅賓遜                  | 《最後班級照片》                                               | 丹·西蒙斯                       |
| 第31回 | 2000年 | 《肯亞聖山》                       | 麥克·瑞斯尼克                     | 《Out of the Everywhere》                                      | 小詹姆斯·提普奇                 |
| 第32回 | 2001年 | 《Ashibiki Daydream》              | 罗伯特·J·索耶                     | 《祈之海》                                                     | Greg Egan                       |
| 第33回 | 2002年 | 《There and Back Again》           | 帕特·莫菲爾                       | 《Story of Your Life》                                         | 姜峯楠                          |
| 第33回 | 2002年 | 《There and Back Again》           | 帕特·莫菲爾                       | 《Reasons to be Cheerful》                                     | 格雷格·伊根                     |
| 第34回 | 2003年 | 《Illegal Alien》                  | 罗伯特·J·索耶                     | 《Luminous》                                                   | 格雷格·伊根                     |
| 第35回 | 2004年 | 《星海楽園》                       | 大衛·布林                         | 《Hell Is the Absence of God》                                 | 姜峯楠                          |
| 第36回 | 2005年 | 《萬物理論》                       | 格雷格·伊根                       | 《And Now the News...》                                        | 斯多爾·斯特金                   |
| 第37回 | 2006年 | 《Diaspora》                       | 格雷格·伊根                       | 《人類戦線》                                                   | 肯·麥克勞德                     |
| 第38回 | 2007年 | 《移動城市1：致命引擎》            | 菲利普·雷夫                       | 《The Astronaut from Wyoming》                                 | 亞當-特洛伊·卡斯特羅＆傑里·奧申 |
| 第39回 | 2008年 | 《Brightness Falls from the Air》  | 小詹姆斯·提普奇                   | 《Weather》                                                    | 阿拉斯泰爾·雷諾茲               |
| 第40回 | 2009年 | 《時間迴旋》                       | 羅伯特·查爾斯·威爾森              | 《商人與錬金術師之門》                                         | 姜峯楠                          |
| 第41回 | 2010年 | 《The Last Colony》                | 約翰·史卡奇                       | 《暗黑整数》                                                   | 格雷格·伊根                     |
| 第42回 | 2011年 | 《異星人之郷》                     | 邁克爾·F·弗林                     | 《Carry the Moon in My Pocket》                                | 詹姆斯·洛夫格羅夫               |
| 第43回 | 2012年 | 《曼谷的发条女孩》                 | 保羅·巴奇加盧比                   | 《The Lifecycle of Software Objects》                          | 姜峯楠                          |
| 第44回 | 2013年 | 《銀翼煞手》                       | 約翰·史卡奇                       | 《Pocketful of Dharma                                          | 保羅·巴奇加盧比                 |
| 第45回 | 2014年 | 《Blindsight》                     | 彼得·沃特斯                       | 《摺紙動物園》                                                 | 劉宇昆                          |
| 第46回 | 2015年 | 《火星任務》                       | 安迪·威爾                         | 《The Girl-Thing Who Went Out for Sushi》                      | 帕特·卡迪根                     |
| 第47回 | 2016年 | 《Ancillary Justice》              | 安·萊基                           | 《Good Hunting》                                               | 劉宇昆                          |
| 第48回 | 2017年 | 《United States of Japan》         | 彼得·蒂爾亞斯                     | 《もどれ、過去へもどれ》                                       | 小詹姆斯·提普奇                 |
| 第48回 | 2017年 | 《United States of Japan》         | 彼得·蒂爾亞斯                     | 《幻影》                                                       | 劉宇昆                          |
| 第49回 | 2018年 | 《巨神計畫》                       | 西爾萬·諾維爾                     | 《北京折叠》                                                   | 郝景芳                          |
| 第50回 | 2019年 | 《Mecha Samurai Empire》           | 彼得·蒂里亞斯                     | 《圓》                                                         | 劉慈欣                          |
| 第51回 | 2020年 | 《三體》                           | 劉慈欣                            | 《Uncanny Valley》                                             | 格雷格·伊根                     |
| 第52回 | 2021年 | 《三體II：黑暗森林》               | 劉慈欣                            | 《茲瑪藍》                                                     | 阿拉斯泰爾·雷諾茲               |
| 第53回 | 2022年 | 《極限返航》                       | 安迪·威爾                         | 《The One With the Interstellar Group Consciousnesses》        | James Alan Gardner              |
| 第54回 | 2023年 | 《基地三部曲》                     | 以撒·艾西莫夫                     | 《Sooner or Later Everything Falls Into the Sea》 《流浪地球》 | 莎拉·平斯克 劉慈欣              |
| 第55回 | 2024年 | 《The Kaiju Preservation Society》 | 約翰·史卡奇                       | 《Solidity》                                                   | 格雷格·伊根                     |

### 电影·表演·多媒体部门
| 届数   | 年度   | 作品名                                     | 製作者・導演                        |
| ------ | ------ | ------------------------------------------ | ----------------------------------- |
| 第1回  | 1970年 | 《密諜》                                   | 大衛·湯布林製作                     |
| 第1回  | 1970年 | 《落花流水春去也》                         | 雷夫·尼爾森導演                     |
| 第2回  | 1971年 | 《星際戰爭》                               | 傑瑞·安德森製作                     |
| 第3回  | 1972年 | 《天外来菌》                               | 罗伯特·怀斯導演                     |
| 第4回  | 1973年 | 《发条橙》                                 | 斯坦利·库布里克導演                 |
| 第5回  | 1974年 | 《超世纪谍杀案》                           | 李察·費里沙導演                     |
| 第6回  | 1975年 | 《宇宙战舰大和号》                         | 松本零士总導演                      |
| 第7回  | 1976年 | 《スタア》                                 | 福田恆存・荒川哲生演出              |
| 第8回  | 1977年 | 從缺                                       |                                     |
| 第9回  | 1978年 | 《索拉里斯星》                             | 安德烈·塔尔科夫斯基導演             |
| 第10回 | 1979年 | 《星球大战IV：新希望》                     | 乔治·卢卡斯導演                     |
| 第11回 | 1980年 | 《异形》                                   | 里德利·斯科特導演- 「媒体部门」变更 |
| 第12回 | 1981年 | 《星球大战V：帝国反击战》                  | 乔治·卢卡斯製作总指挥               |
| 第13回 | 1983年 | 從缺                                       |                                     |
| 第14回 | 1983年 | 《银翼杀手》                               | 里德利·斯科特導演                   |
| 第15回 | 1984年 | 《夜魔水晶》                               | 吉姆·亨森&法蘭克·歐茲導演           |
| 第16回 | 1985年 | 《风之谷》                                 | 宫崎骏導演                          |
| 第17回 | 1986年 | 《回到未来》                               | 罗拔·湛米基斯導演                   |
| 第18回 | 1987年 | 《妙想天开》                               | 特里·吉列姆導演                     |
| 第19回 | 1988年 | 《王立宇宙军》                             | 山賀博之導演                        |
| 第20回 | 1989年 | 《龙猫》                                   | 宫崎骏導演                          |
| 第21回 | 1990年 | 《飞跃颠峰》                               | 庵野秀明導演                        |
| 第22回 | 1991年 | 《银河宇宙オデッセイ》                     | NHK製作                             |
| 第23回 | 1992年 | 《终结者2：审判日》                        | 詹姆斯·卡梅隆導演                   |
| 第24回 | 1993年 | 《超时空保姆》                             | 井内秀治总導演                      |
| 第25回 | 1994年 | 《侏罗纪公园》                             | 斯蒂芬·斯皮尔伯格導演               |
| 第26回 | 1995年 | 《ゼイラム2》 （Iria Zeiram2）             | 雨宮慶太導演                        |
| 第27回 | 1996年 | 《卡美拉 大怪兽空中决战》                  | 金子修介導演                        |
| 第28回 | 1997年 | 《卡美拉2 雷吉翁袭来》                     | 金子修介導演                        |
| 第29回 | 1998年 | 《超人力霸王迪卡》                         | 円谷プロ制作 (圓谷制作)             |
| 第30回 | 1999年 | 《機動戰艦 The prince of darkness》        | 佐藤竜雄導演                        |
| 第31回 | 2000年 | 《星际牛仔》                               | 渡边信一郎導演                      |
| 第32回 | 2001年 | 《高機動幻想ガンパレード・マーチ（游戏）》 | 索尼电脑娱乐・Alfa System           |
| 第33回 | 2002年 | 《假面骑士KUUGA》                          | 东映・朝日电视台                    |
| 第34回 | 2003年 | 《星之声》                                 | 新海诚                              |
| 第35回 | 2004年 | 《指环王：双塔奇兵》                       | 彼得·杰克逊導演                     |
| 第36回 | 2005年 | 《惑星奇航》                               | 谷口悟朗導演                        |
| 第37回 | 2006年 | 《特搜战队刑事连者》                       | 东映                                |
| 第38回 | 2007年 | 《穿越时空的少女》                         | 细田守導演                          |
| 第39回 | 2008年 | 《电脑线圈》                               | 矶光雄導演                          |
| 第40回 | 2009年 | 《超时空要塞 Frontier》                    | 河森正治总導演·菊地康仁導演         |
| 第41回 | 2010年 | 《夏日大作战》                             | 细田守導演                          |
| 第42回 | 2011年 | 《第九区》                                 | 尼尔·布洛姆坎普導演                 |
| 第43回 | 2012年 | 《魔法少女小圓》                           | 新房昭之導演                        |
| 第44回 | 2013年 | 《迷你裙宇宙海賊》                         |                                     |
| 第45回 | 2014年 | 《環太平洋 (電影)》                        | 吉勒摩·戴托羅                       |
| 第46回 | 2015年 | 《宇宙戰艦大和號2199 巡星方舟》            | 出淵裕導演                          |
| 第47回 | 2016年 | 《少女與戰車》                             | 水島努導演                          |
| 第48回 | 2017年 | 《正宗哥吉拉》                             | 樋口真嗣導演・庵野秀明總導演        |
| 第49回 | 2018年 | 《動物朋友》                               | 達紀導演                            |
| 第50回 | 2019年 | 《SSSS.GRIDMAN》                           | 雨宮哲導演                          |
| 第51回 | 2020年 | 《彼方的阿斯特拉》                         | 安藤正臣導演                        |
| 第52回 | 2021年 | 《超人力霸王Z》                            | 田口清隆 等人導演/圓谷制作          |
| 第53回 | 2022年 | 《哥吉拉 奇異點》                          | 高橋敦史導演                        |
| 第54回 | 2023年 | 《新·超人力霸王》                          | 樋口真嗣導演                        |
| 第55回 | 2024年 | 《哥吉拉-1.0》                             | 山崎貴導演                          |

### 漫画部门
（第9回开设）
| 届数   | 年度   | 作品名                                        | 作者                  |
| ------ | ------ | --------------------------------------------- | --------------------- |
| 第9回  | 1978年 | 《奔向地球》                                  | 竹宫惠子              |
| 第10回 | 1979年 | 《不条理日记》                                | 吾妻日出夫            |
| 第11回 | 1980年 | 《スター・レッド》                            | 萩尾望都              |
| 第12回 | 1981年 | 《传说》                                      | 水樹和佳              |
| 第13回 | 1983年 | 《気分はもう战争》                            | 大友克洋              |
| 第14回 | 1983年 | 《银の三角》                                  | 萩尾望都              |
| 第15回 | 1984年 | 《童梦》                                      | 大友克洋              |
| 第16回 | 1985年 | 《X+Y》                                       | 萩尾望都              |
| 第17回 | 1986年 | 《苹果核战记》                                | 士郎正宗              |
| 第18回 | 1987年 | 《福星小子》                                  | 高桥留美子            |
| 第19回 | 1988年 | 《究极超人R》                                 | 结城正美              |
| 第20回 | 1989年 | 《人鱼之森》                                  | 高桥留美子            |
| 第21回 | 1990年 | 《異次元少女》                                | 若月惠                |
| 第22回 | 1991年 | 《宇宙大杂货》                                | 横山えいじ            |
| 第23回 | 1992年 | 《ヤマタイカ》                                | 星野之宣              |
| 第24回 | 1993年 | 《OZ》                                        | 树夏实                |
| 第25回 | 1994年 | 《DAI-HONYA》                                 | とり・みき            |
| 第25回 | 1994年 | 《銀晶球物語》                                | 紫堂恭子              |
| 第26回 | 1995年 | 《风之谷》                                    | 宫崎骏                |
| 第27回 | 1996年 | 《寄生兽》                                    | 岩明均                |
| 第28回 | 1997年 | 《潮与虎》                                    | 藤田和日郎            |
| 第29回 | 1998年 | 《SF大将》                                    | とり・みき            |
| 第30回 | 1999年 | 《ルンナ姫放浪记》                            | 横山えいじ            |
| 第31回 | 2000年 | 《イティハーサ》                              | 水樹和佳              |
| 第32回 | 2001年 | 《百变小樱》                                  | CLAMP                 |
| 第33回 | 2002年 | 《惑星奇航》                                  | 幸村诚                |
| 第34回 | 2003年 | 《时空眼》                                    | 长谷川裕一            |
| 第35回 | 2004年 | 《來自遠方》                                  | 冰川京子              |
| 第36回 | 2005年 | 《不来梅II》                                  | 川原泉                |
| 第37回 | 2006年 | 《陰陽師》                                    | 夢枕獏・冈野玲子      |
| 第38回 | 2007年 | 《横滨购物纪行》                              | 芦奈野仁              |
| 第39回 | 2008年 | 《20世纪少年》、《21世纪少年》                | 浦泽直树・長崎尚志    |
| 第40回 | 2009年 | 《TRIGUN》                                    | 内藤泰弘              |
| 第41回 | 2010年 | 《Pluto》                                     | 浦泽直树・手塚治蟲    |
| 第42回 | 2011年 | 《钢之炼金术师》                              | 荒川弘                |
| 第43回 | 2012年 | 《机动战士GUNDAM THE ORIGIN》                 | 安彦良和              |
| 第44回 | 2013年 | 《星辰的繼承者》                              | 詹姆斯·霍根・星野之宣 |
| 第45回 | 2014年 | 《成惠的世界》                                | 丸川智弘              |
| 第46回 | 2015年 | 《農大菌物語》                                | 石川雅之              |
| 第47回 | 2016年 | 《銀河騎士傳》                                | 貳瓶勉                |
| 第48回 | 2017年 | 《烏龍派出所》                                | 秋本治                |
| 第49回 | 2018年 | 《女僕咖啡廳》                                | 石黑正數              |
| 第50回 | 2019年 | 《少女终末旅行》                              | つくみず              |
| 第51回 | 2020年 | 《バビロンまでは何光年？》 《忍者蝙蝠俠》     | 道滿晴明 久正人       |
| 第52回 | 2021年 | 《きみを死なせないための物語》 《鬼燈的冷徹》 | 吟鳥子 江口夏實       |
| 第53回 | 2022年 | 《楚楚可憐超能少女組》                        | 椎名高志              |
| 第54回 | 2023年 | 《地。-關於地球的運動-》                      | 魚豊                  |
| 第55回 | 2024年 | 《迷宮飯》                                    | 九井諒子              |

### 美术部门
- 第10回（1979年） - 加藤直之
- 第11回（1980年） - 生頼範義
- 第12回（1981年） - 安彦良和
- 第13回（1982年） - 長岡秀星
- 第14回（1983年）〜第17回（1986年） - 天野喜孝
- 第18回（1987年） - 佐藤道明
- 第19回（1988年） - 末弥純
- 第20回（1989年） - 加藤洋之 & 後藤啓介
- 第21回（1990年） - 道原克己
- 第22回（1991年） - 横山えいじ
- 第23回（1992年） - 士郎正宗
- 第24回（1993年） - 水玉螢之丞
- 第25回（1994年） - 米田仁士
- 第26回（1995年） - 水玉螢之丞
- 第27回（1996年） - 山田章博
- 第28回（1997年） - 開田裕治
- 第29回（1998年） - 水木茂
- 第30回（1999年） - 赤井孝美
- 第31回（2000年）・第32回（2001年）- 鶴田謙二
- 第33回（2002年） - 寺田克也
- 第34回（2003年） - 新海誠
- 第35回（2004年） - 西島大介
- 第36回（2005年） - 新海誠
- 第37回（2006年） - 村田蓮爾
- 第38回（2007年） - 天野喜孝
- 第39回（2008年） - 加藤直之
- 第40回（2009年） - 加藤直之
- 第41回（2010年） - 加藤直之
- 第42回（2011年） - 加藤直之
- 第43回（2012年） - 鷲尾直廣
- 第46回（2015年） - 水玉螢之丞
- 第47回（2016年） - 生賴範義
- 第48回（2017年） - 加藤直之
- 第49回（2018年） - 永野典子
- 第50回（2019年） - 加藤直之
- 第51回（2020年） - シライシユウコ
- 第52回（2021年） - シライシユウコ
- 第53回（2022年） - 加藤直之
- 第54回（2023年） - 鶴田謙二、加藤直之
- 第55回（2024年） - 麻宮騎亞

### 非虛構部門
- 第53回（2022年） - 《学研の図鑑 スーパー戦隊》（監修：松井大、執筆：岡本智年、東映株式会社、学研プラス）
- 第54回（2023年） - 《地球の歩き方　ムー　～異世界（パラレルワールド）の歩き方～》（地球の歩き方編集室）
- 第55回（2024年） - 《創元ＳＦ文庫総解説》（東京創元社編集部）

### 自由部门
入選對象為以上部門之對象外的SF相關事物、事件、科學技術上成果等。
- 第52回（2021年）- 疫病退散的妖怪阿瑪比埃
- 第53回（2022年）- 福音戰士新劇場版系列的完結
- 第55回（2024年）- 日本の巨大ロボット群像 －巨大ロボットアニメ、そのデザインと映像表現－

### 特别赏
- 第13回（1982年） - 宇宙塵
- 第20回（1989年） - 手塚治虫
- 第36回（2005年） - 矢野徹
- 第38回（2007年） - 米澤嘉博
- 第39回（2008年） - 野田宏一郎
- 第41回（2010年） - 柴野拓美
- 第42回（2011年） - 小松左京
- 第46回（2015年） - 島本和彦